# Виннипег (река)
 Виннипег  (англ. Winnipeg River) — река в Канаде.

## География
Река Виннипег берёт начало из северной оконечности Лесного озера на юго-западе провинции Онтарио, впадает в юго-восточную часть озера Виннипег в провинции Манитоба чуть севернее Пайн-Фолс. Длина реки 813 км (от истока Firesteel River), площадь бассейна 135 800 км², из которых 29 000 км² — в северной Миннесоте (США), 106 500 км² — в Канаде. Длина собственно реки Виннипег составляет 320 км. Населённые пункты на реке: Панава, Грейт-Фолс, Пайн-Фолс.
Река в течение тысячелетий использовалась местными индейцами в качестве транспортной артерии между Лесным озером и озером Виннипег. После «открытия» реки Жаном-Батистом де Ла Верандри в 1733 году река использовалась для перевозки мехов и других грузов как Северо-Западной компанией, так и Компанией Гудзонова залива, и та и другая компания строила вдоль реки торговые посты вплоть до их объединения в 1821 году.
В настоящее время на реке построено 7 гидроэлектростанций (шесть в Манитобе и одна в Онтарио). Когда-то Виннипег была очень бурной и коварной рекой, известный путешественник Александр Маккензи называл её «белой рекой» из-за покрытых белой пеной порогов (одних волоков на реке было больше 30), ныне спокойно несёт свои воды в одноимённое озеро.
Название реки, так же как и озера, на языке кри обозначает «тёмная вода».

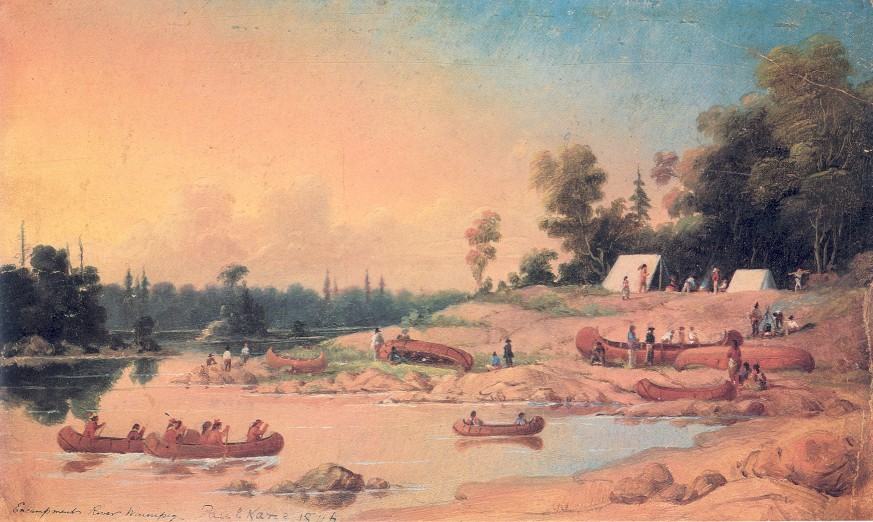
Пол Кейн. «Лагерная стоянка на реке Виннипег» (1846)